# Barnwell (Northamptonshire)
Pour les articles homonymes, voir Barnwell.
Barnwell est une paroisse civile et un village du Northamptonshire, en Angleterre.